# (36320) 2000 LD23
2000 LD23 (asteroide 36320) é um asteroide da cintura principal. Possui uma excentricidade de 0.10943040 e uma inclinação de 5.96469º.
Este asteroide foi descoberto no dia 1 de junho de 2000 por LONEOS em Anderson Mesa.